# Yamaoka Tesshū
Yamaoka Tesshū (山岡 鉄舟?; Edo, 10 giugno 1836 – 19 luglio 1888) è stato un militare giapponese, uno dei più famosi samurai vissuti nel periodo della restaurazione Meiji.

## Biografia
Nato con il nome di Ono Tetsutarō nell'odierna Tokyo, il padre era un vassallo dello shogunato Tokugawa e la madre era figlia di un sacerdote shintoista del santuario di Kashima. Sin da quando aveva nove anni praticò il kenjutsu, secondo la tradizione Jikishinkage ryu. Successivamente, si trasferì con la famiglia a Takayama, dove praticò la scherma secondo lo stile Ono ha itto-ryu.
Tornato ad Edo a diciassette anni, si iscrisse all'Istituto militare Kobukan e alla Scuola della lotta con la lancia Yamaoka. Il suo maestro, Yamaoka Seizan, morì poco dopo l'ingresso di Tetsutarō nella scuola. Il giovane sposò quindi la sorella di Seizan, adottando il nome di Yamaoka Tesshū per portare avanti la famiglia del maestro.
Da sempre appassionato delle arti marziali, Tesshū continuò a studiare il kenjutsu fino al 30 marzo 1880, quando ebbe un'illuminazione durante una meditazione. Da quel momento, si occupò solo del perfezionamento dello stile del proprio Dojo, in quanto comprese che i samurai avevano bisogno solo della purezza del loro stile di combattimento.
Si occupò anche dell'arte Zen, producendo oltre un milione di opere. Morì a cinquantatré anni di cancro allo stomaco. Prima di morire, scrisse il suo Jisei no ku (poema di morte), chiuse gli occhi e si addormentò.